# Heinrich Böhmer
Heinrich Böhmer (* 6. Oktober 1869 in Zwickau; † 25. März 1927 in Bad Nauheim) war ein deutscher lutherischer Theologe und Kirchenhistoriker.

## Leben
Heinrich Böhmer wurde am 6. Oktober 1869 in Zwickau als Sohn des Direktors des dortigen Zuchthauses Wilhelm Arthur (1839–1905) und der Katharina Marie Böhmer geboren. Zunächst an der Universität Leipzig, danach an der Universität Berlin studierte Böhmer in den Jahren 1889 bis 1893 sowohl Evangelische Theologie als auch Geschichte. 1895 wurde er Mitarbeiter an den Monumenta Germaniae Historica. An der Leipziger Universität war er seit 1898 als Privatdozent der Kirchengeschichte tätig, vier Jahre später zum außerordentlichen Professor befördert. 1903 als außerordentlicher sowie ab 1906 als ordentlicher Professor an der Universität Bonn tätig, lehrte er ab 1912 an der Universität Marburg und seit 1915 wieder an der Universität Leipzig. 1920 wurde er als ordentliches Mitglied in die Sächsische Akademie der Wissenschaften aufgenommen. Am 25. März 1927 verstarb Böhmer in Bad Nauheim. Er war ledig.

## Werke
- Kirche und Staat in England und der Normandie im 11. und 12. Jahrhundert (1899)
- Die Bekenntnisse des Ignatius von Loyola übersetzt (1902)[1]
- Analekten zur Geschichte des Franziskus von Assisi (1904)
- Die Jesuiten (1904)
- Luther im Lichte der neueren Forschungen (1906)
- Luthers Romfahrt (1914)
- Luthers erste Vorlesung (1924)
- Der junge Luther (1925)